# Strada europea E772
La strada europea E772 è una strada europea che parte da Jablanica e arriva a Šumen. Funge da collegamento tra due tronconi dell'autostrada Hemus o A2.

## Percorso
La E772 è definita con i seguenti capisaldi di itinerario: "Jablanica - Veliko Tărnovo - Šumen". Serve anche i centri di Sevlievo, Omurtag e Tărgovište.